# Virgin Gorda
Virgin Gorda – trzecia pod względem wielkości wyspa Brytyjskich Wysp Dziewiczych, o powierzchni 21 km². Wyspę zamieszkuje 3063 mieszkańców (2003). Najwyższym szczytem jest Virgin Peak (414 m n.p.m.). Głównym miastem na wyspie jest Spanish Town położone w jej południowo-zachodniej części.
Niektóre inne miejscowości wyspy: Creek Village.